# أونجانو إيلز
أونجانو إيلز (بالإنجليزية: Aunjanue Ellis)‏ هي ممثلة أمريكية، ولدت في 21 فبراير 1969 بسان فرانسيسكو في الولايات المتحدة.

## أعمال

### أفلام
- (1998) صحراء زرقاء
- (2000) رجال الشرف[4]
- (2001) جميلة ومذهلة
- (2004) راي[5]
- (2009) أخذ بيلهام 123[6][7]
- (2009) قصة بن كارسون
- (2011) المساعدة[8][9][10]
- (2011) ذي ريزدنت
- (2014) انهض[11]
- (2016) ولادة أمة
- (2018) لو استطاع شارع بيل التحدث

### مسلسلات
- لوس أنجلوس
- ذا غود وايف
- كوانتيكو

## وصلات خارجية
- أونجانو إيلز على موقع IMDb (الإنجليزية)
- أونجانو إيلز على موقع ألو سيني (الفرنسية)
- أونجانو إيلز على موقع أول موفي (الإنجليزية)
- أونجانو إيلز على موقع قاعدة بيانات برودواي على الإنترنت (الإنجليزية)
- أونجانو إيلز على موقع قاعدة بيانات الأفلام السويدية (السويدية)
- أونجانو إيلز على موقع إن إن دي بي (الإنجليزية)
- أونجانو إيلز على موقع قاعدة بيانات الفيلم (الإنجليزية)
- أونجانو إيلز على موقع كينوبويسك (الروسية)